# Сільська місцевість

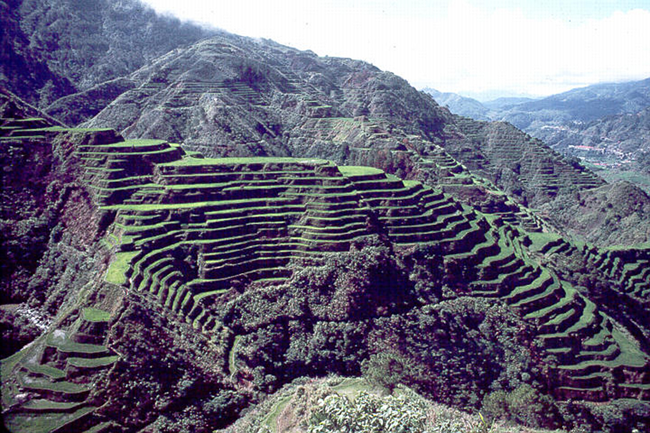
Рисові тераси в Банауе на схилі гори в адміністративному окрузі Іфугао (Ifugao), Філіппіни.

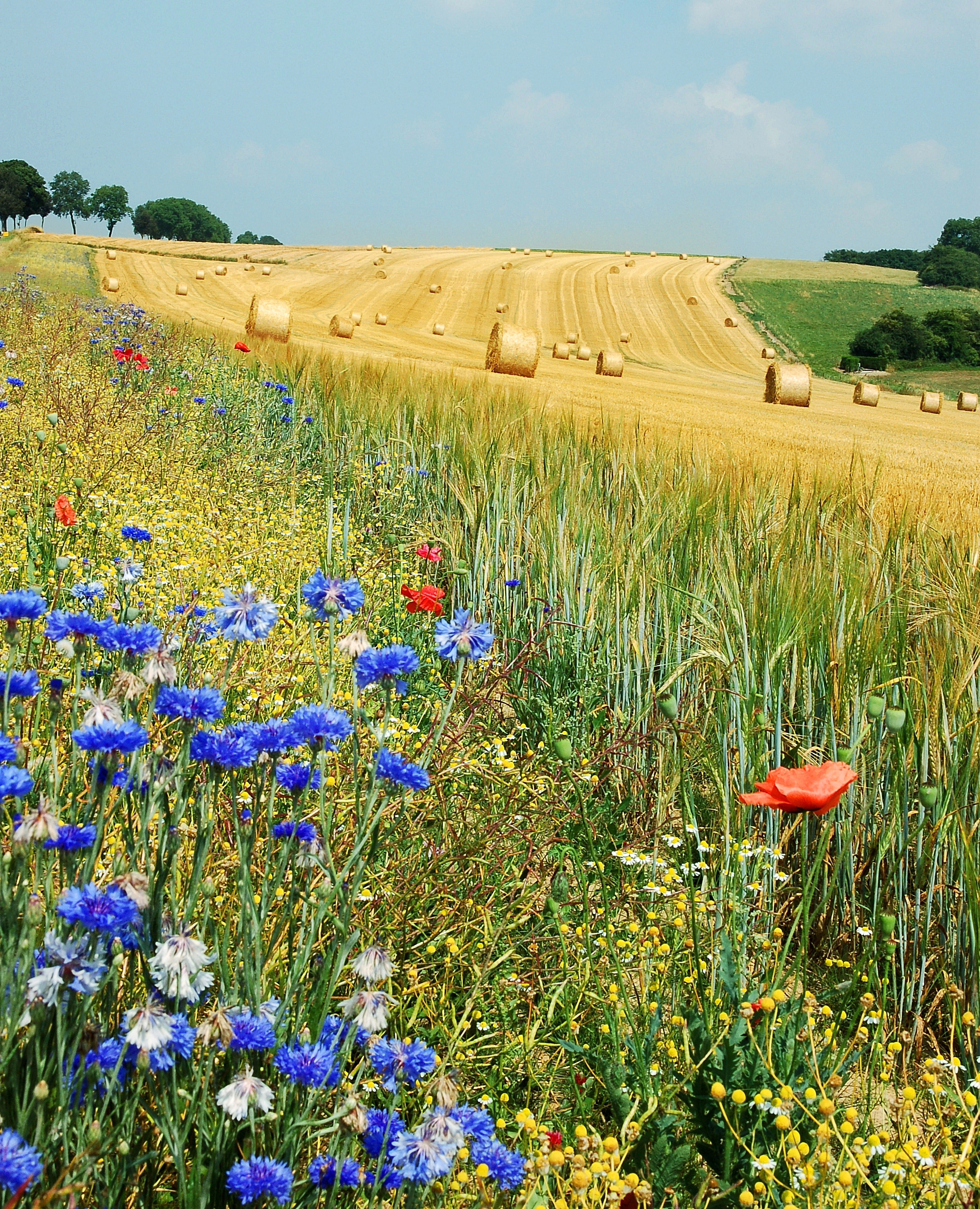
Сільська місцевість в Бельгії

Сільська́ місце́вість, сільський район (англ. Rural area) — місцевості за межами міст, або території, які не є урбанізовані. Території з домінуючою сільськогосподарською діяльністю. В сільських місцевостях не завжди проживають (чи мають проживати) люди.
Сільські місцевості характеризуються тим, що мають невелику чисельність населення, меншу, ніж у міських районах, й де люди часто працюють на землі, займаючись рослинництвом, тваринництвом (тваринницькі чи акваферми; рибне господарство та аквакультура) або рибальством, а також лісові виробничі площі (в тому числі площі зайняті в підсічно-вогневому землеробстві). Території, де в ландшафті переважає рослинність (поля, луки, ліси природні або напівдикі, та ін.) з домінуючою сільськогосподарською діяльністю.
Якщо сільська місцевість характеризується переважно сільськогосподарськими землями, це не обов'язково означає, що жителі сільських місцевостей пов'язані з сільським господарством. У розвинених країнах не мала частина сільського населення працює у третинному і вторинному секторах економіки.
Визначення «сільських» варіюється в залежності від часу і в залежності від країни. За статистикою, район вважається сільським, коли найменша адміністративна одиниця не досягла певного порога від загального числа населення або щільності населення. Також велика кількість населення проживає в приміських територіях (передмістях).
У США, 1950 рік став першим роком, коли більше людей жили в передмісті, ніж в інших місцях. У Сполучених Штатах, у передмістях поширені, зазвичай, окремі односімейні будинки. Якщо після Другої світової війни приблизно 50 % американців мали свій будинок, то у 2007 році ця частка досягла рекордно високого рівня — 69,2 %.

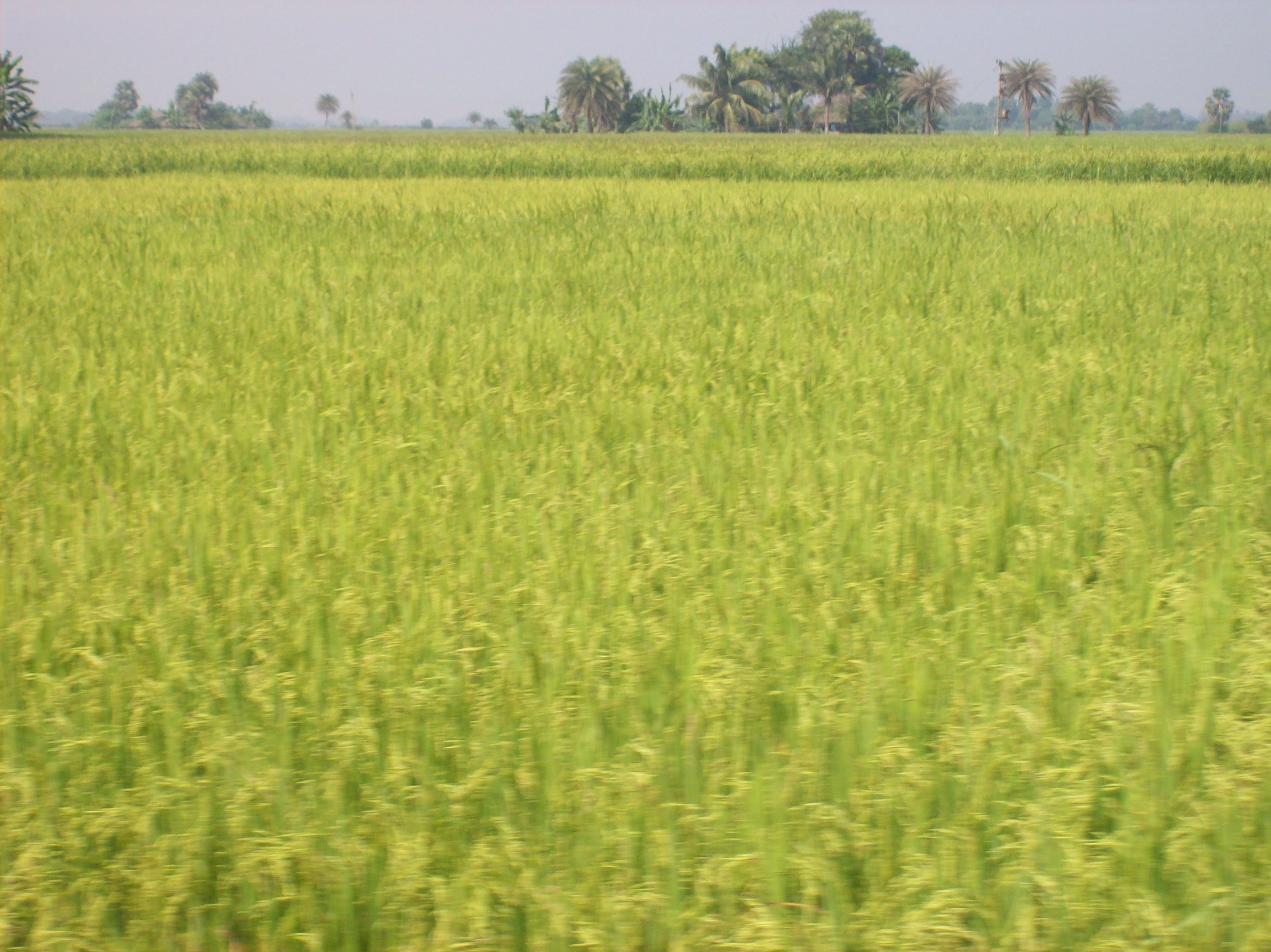
Сільська місцевість в Індії
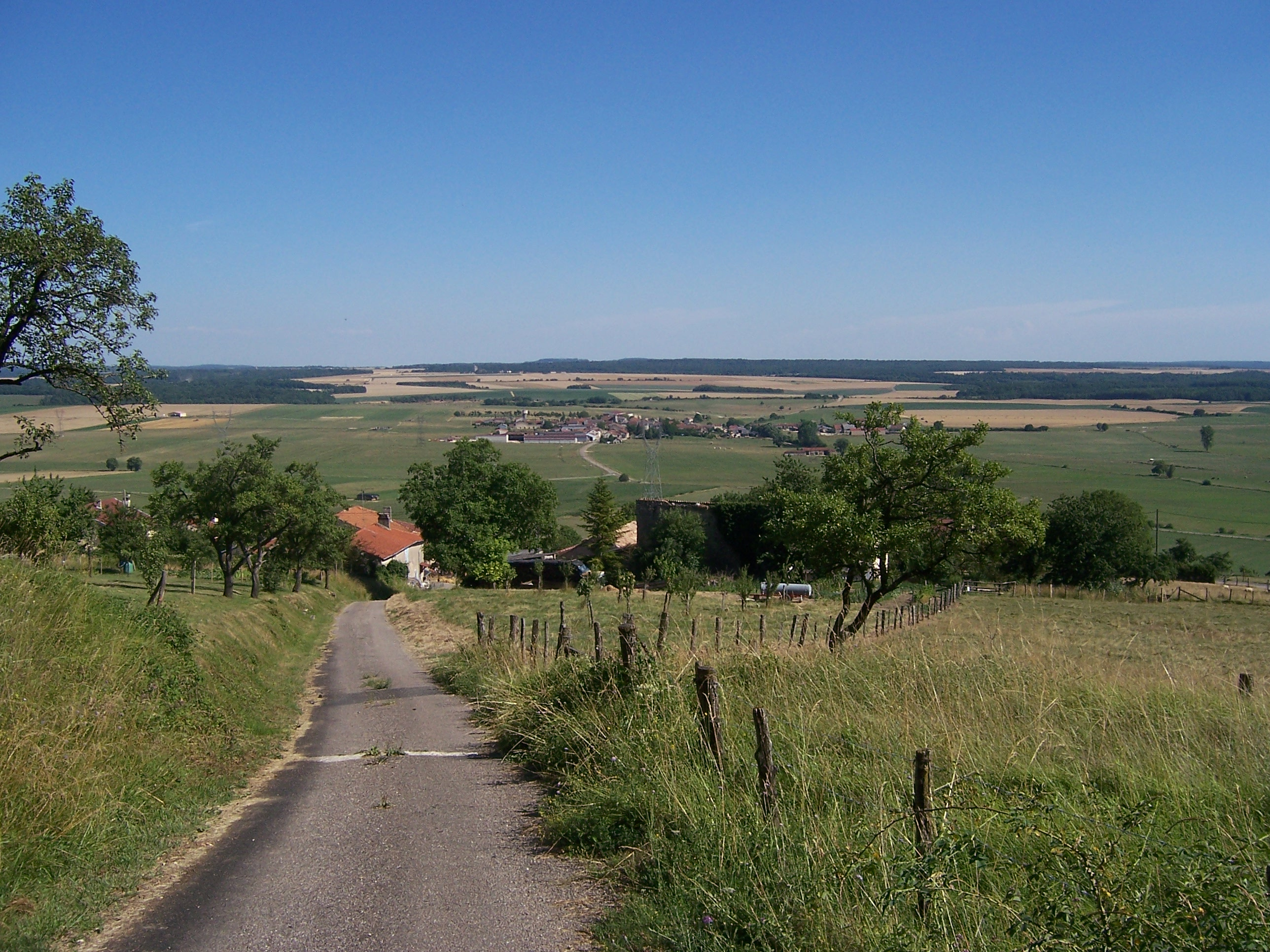
Сільська місцевість у Лотарингії
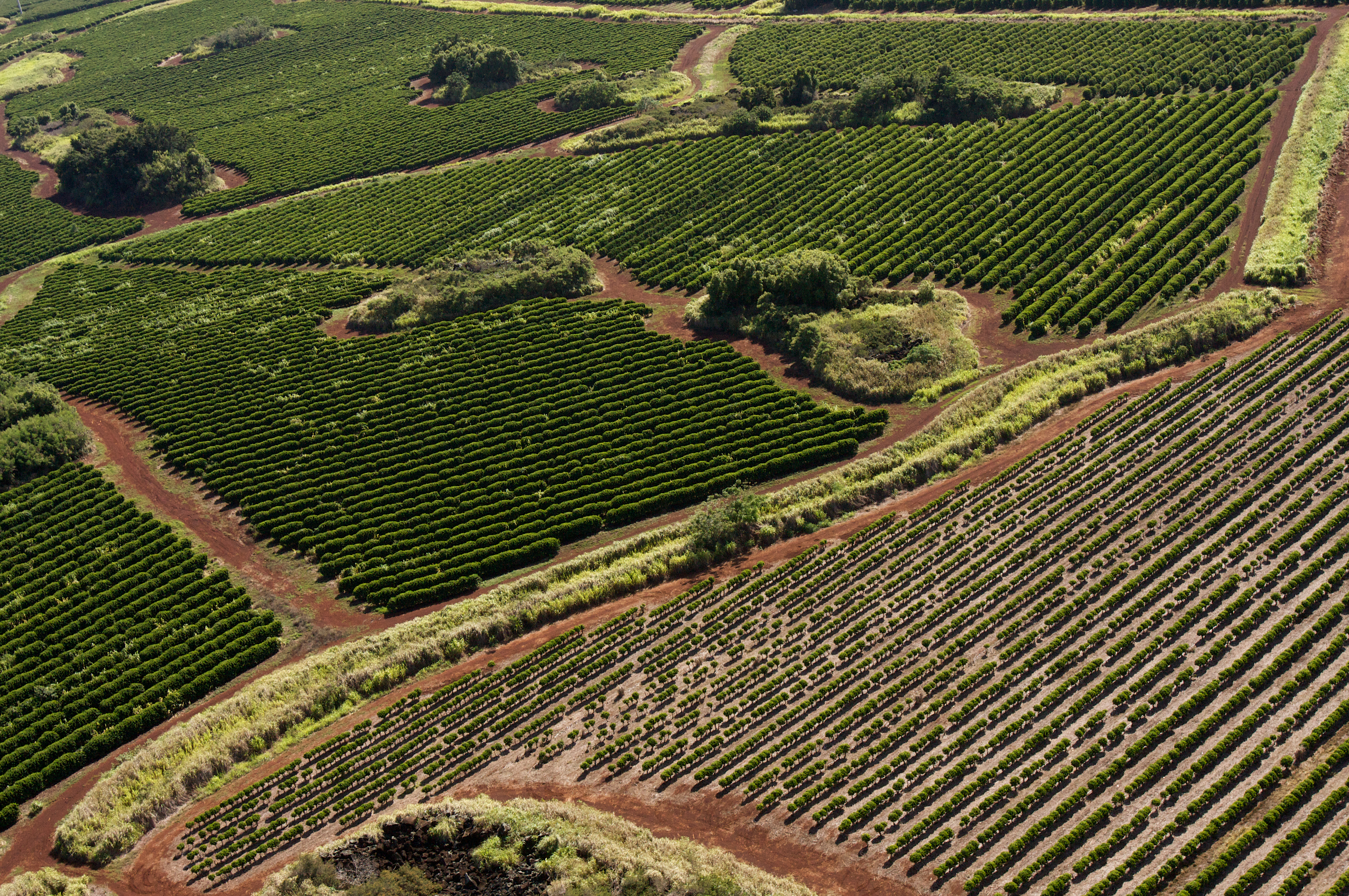
Сільська місцевість. Плантації кави на Гаваях
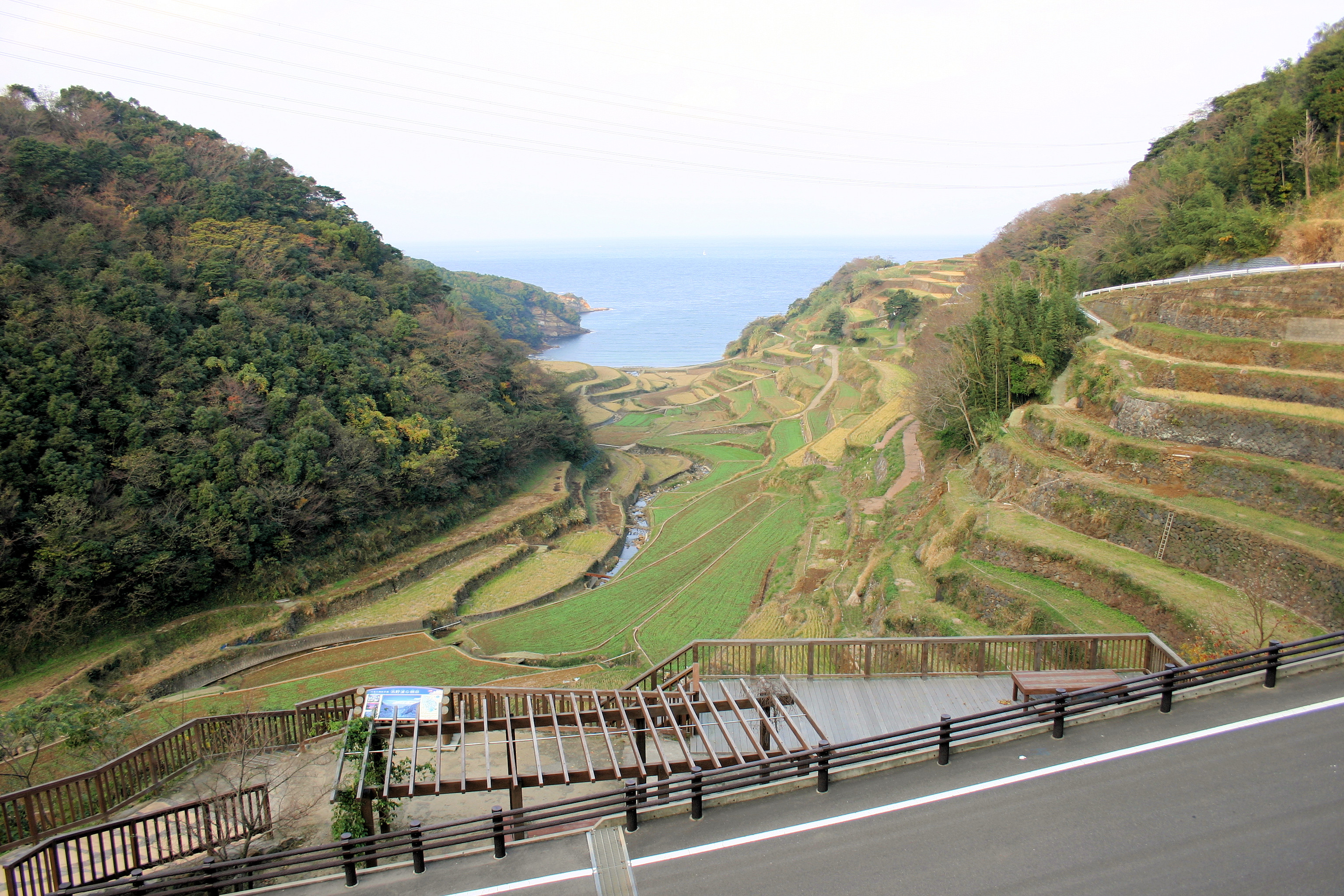
Сільська місцевість в префектурі Сага, Японія
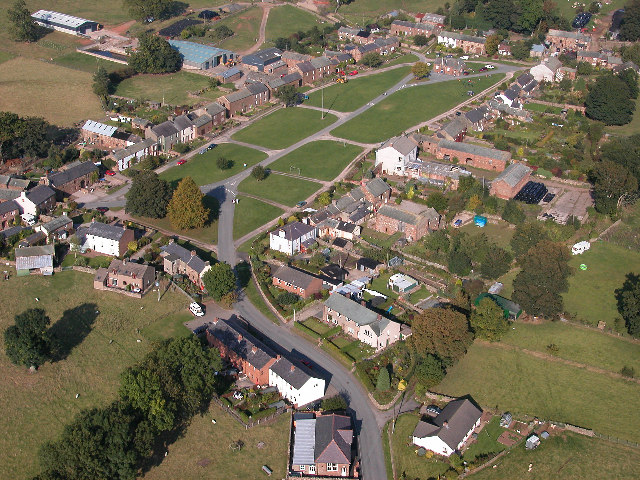
Сільська місцевість в центрі Камбрії, Англія
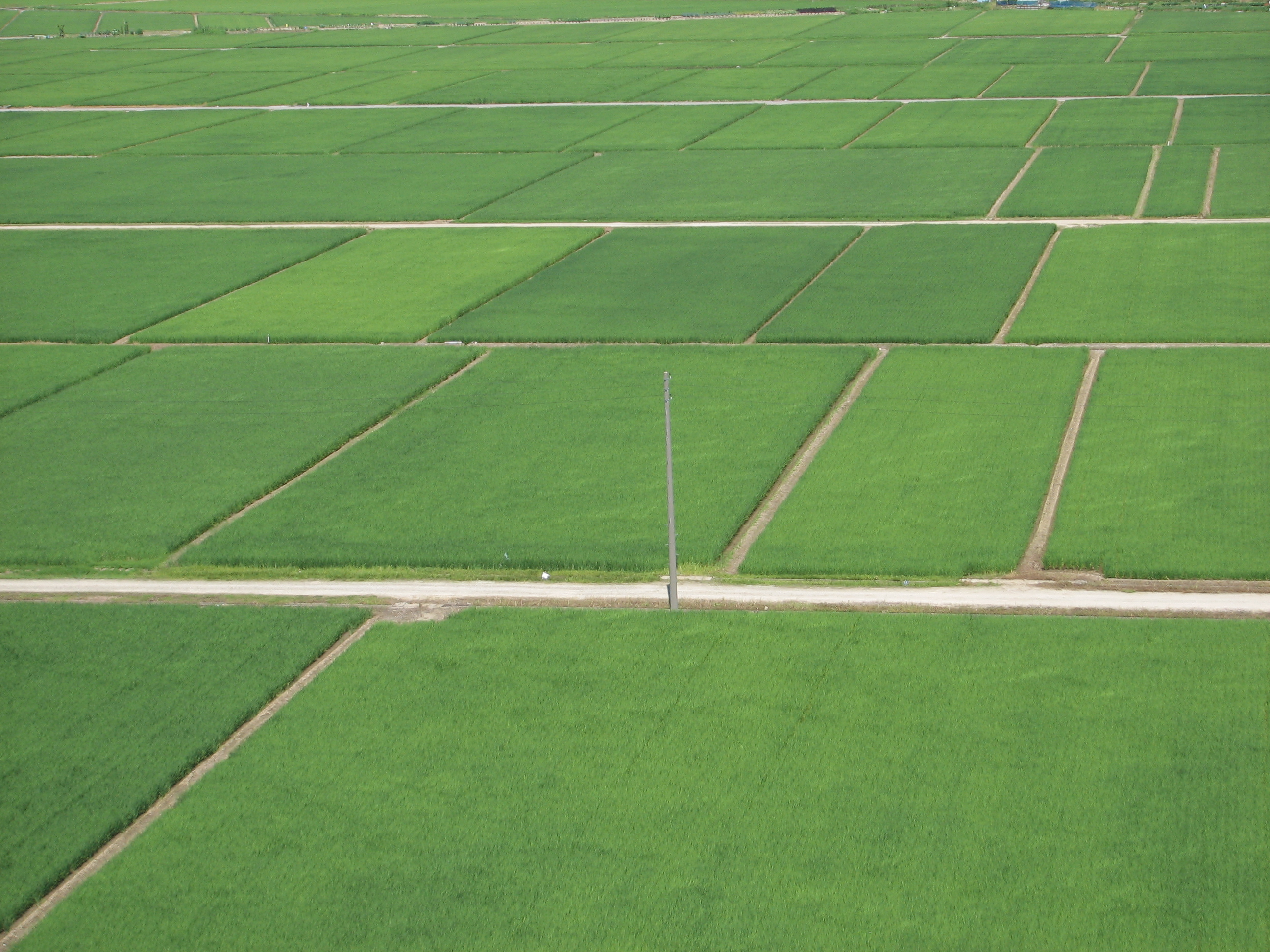
Сільська місцевість в префектурі Ніїгата, Японія (ділянка зайнята під рисові поля)
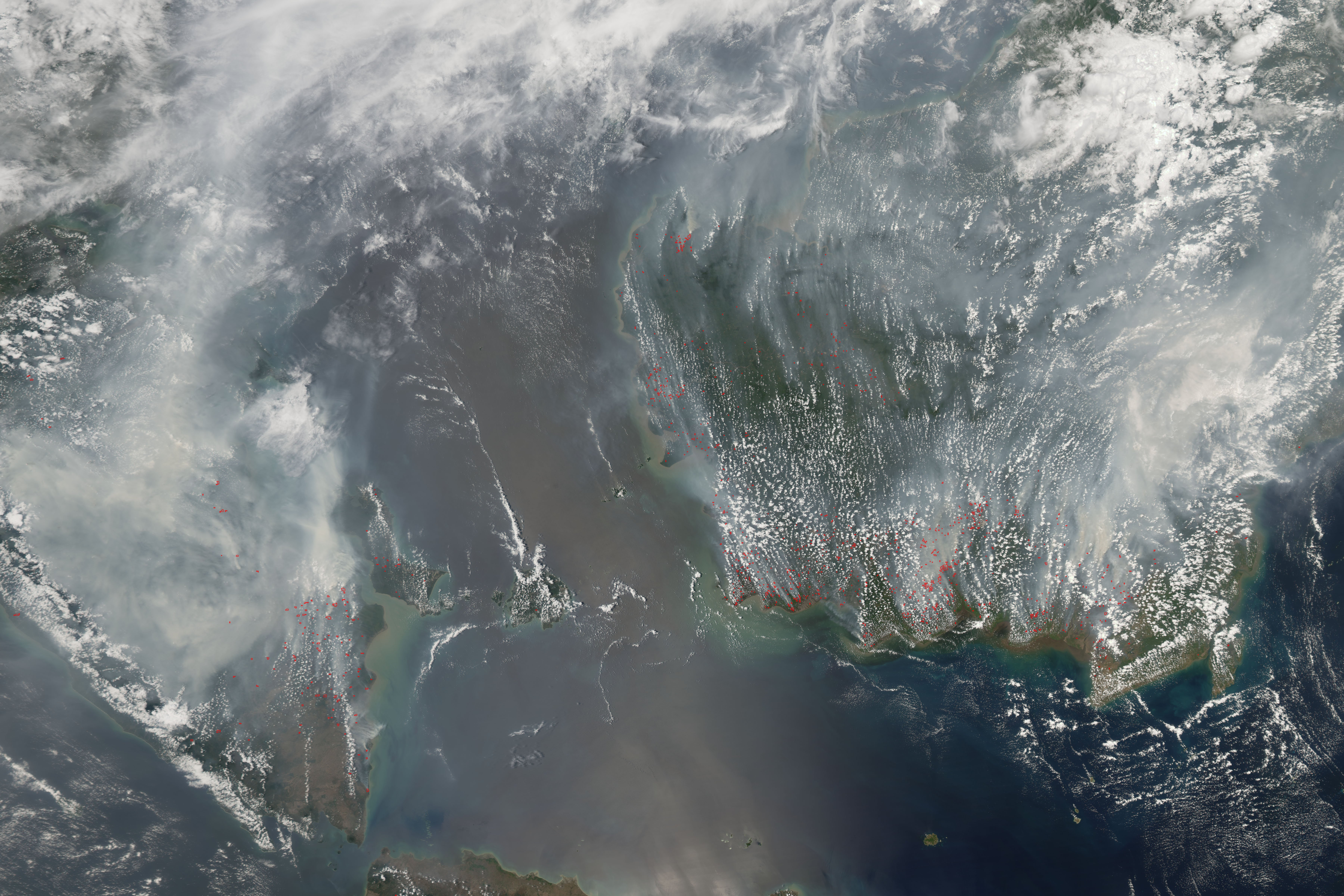
У 2006 році лісові пожежі і підсічно-вогневе землеробство в Борнео і Суматрі, викликали велике задимлення багатьох міст в Південно-Східній Азії